# Carver Mead
Carver Andress Mead (Bakersfield, 1 de maio de 1934) é um informático estadunidense.